# David di Donatello 2008

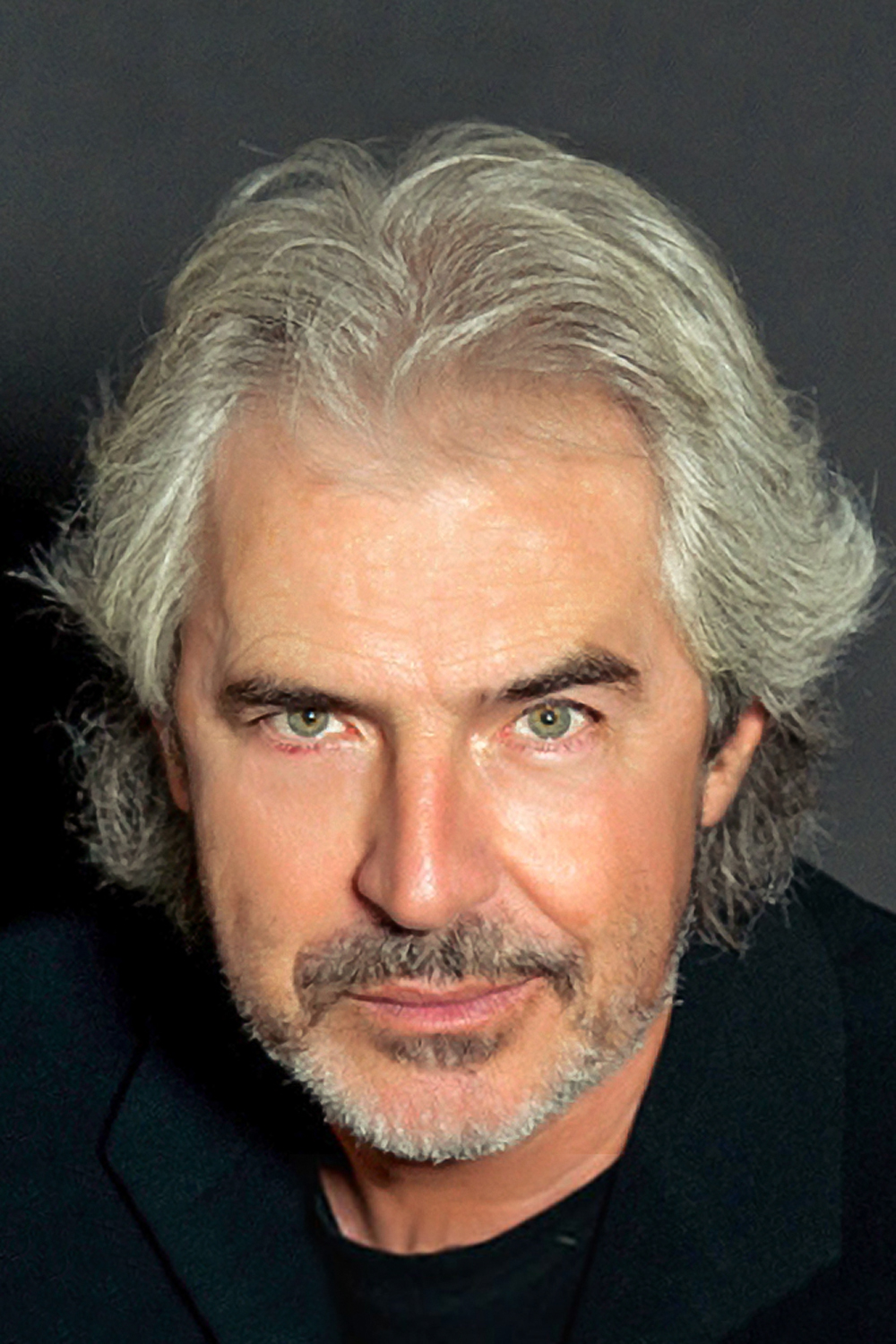
Il presentatore della cerimonia di premiazione, Tullio Solenghi

La cerimonia di premiazione della 53ª edizione dei David di Donatello si è svolta il 18 aprile 2008 all'Auditorium di Santa Cecilia a Roma. È stata presentata da Tullio Solenghi ed è stata trasmessa su Rai Due. Le candidature sono state annunciate il 20 marzo.
In questa edizione sono stati assegnati per la prima volta i premi per il miglior truccatore ed il miglior acconciatore.
La giuria è stata composta da Andrea Piersanti, Francesca Calvelli, Enzo Decaro, Paolo Fondato, Enrico Magrelli, Mario Mazzetti e Paolo Mereghetti.

## Vincitori e candidati
Vengono di seguito indicati in grassetto i vincitori.
Miglior film
- La ragazza del lago, regia di Andrea Molaioli
- Caos calmo, regia di Antonello Grimaldi
- Giorni e nuvole, regia di Silvio Soldini
- Il vento fa il suo giro, regia di Giorgio Diritti
- La giusta distanza, regia di Carlo Mazzacurati

Miglior regista
- Andrea Molaioli - La ragazza del lago
- Cristina Comencini - Bianco e nero
- Antonello Grimaldi - Caos calmo
- Silvio Soldini - Giorni e nuvole
- Carlo Mazzacurati - La giusta distanza

Miglior regista esordiente
- Andrea Molaioli - La ragazza del lago
- Fabrizio Bentivoglio - Lascia perdere, Johnny!
- Giorgio Diritti - Il vento fa il suo giro
- Marco Martani - Cemento armato
- Silvio Muccino - Parlami d'amore

Migliore sceneggiatura
- Sandro Petraglia - La ragazza del lago
- Nanni Moretti, Laura Paolucci, Francesco Piccolo - Caos calmo
- Doriana Leondeff, Francesco Piccolo, Federica Pontremoli, Silvio Soldini - Giorni e nuvole
- Doriana Leondeff, Carlo Mazzacurati, Marco Pettenello, Claudio Piersanti  - La giusta distanza
- Giorgio Diritti, Fredo Valla - Il vento fa il suo giro

Migliore produttore
- Nicola Giuliano, Francesca Cima - La ragazza del lago
- Domenico Procacci  - Caos calmo
- Lionello Cerri - Giorni e nuvole
- Andrea Occhipinti, Gianluca Arcopinto - Sonetàula
- Simone Bachini, Mario Chemello, Giorgio Diritti - Il vento fa il suo giro

Migliore attrice protagonista
- Margherita Buy - Giorni e nuvole
- Anna Bonaiuto - La ragazza del lago
- Antonia Liskova - Riparo
- Valentina Lodovini - La giusta distanza
- Valeria Solarino - Signorina Effe

Migliore attore protagonista
- Toni Servillo - La ragazza del lago
- Antonio Albanese - Giorni e nuvole
- Lando Buzzanca - I Viceré
- Nanni Moretti - Caos calmo
- Kim Rossi Stuart - Piano, solo

Migliore attrice non protagonista
- Alba Rohrwacher - Giorni e nuvole
- Paola Cortellesi - Piano, solo
- Carolina Crescentini - Parlami d'amore
- Isabella Ferrari - Caos calmo
- Valeria Golino - Caos calmo
- Sabrina Impacciatore - Signorina Effe

Migliore attore non protagonista
- Alessandro Gassmann - Caos calmo
- Giuseppe Battiston - Giorni e nuvole
- Fabrizio Gifuni - La ragazza del lago
- Ahmed Hafiene - La giusta distanza
- Umberto Orsini - Il mattino ha l'oro in bocca

Migliore direttore della fotografia
- Ramiro Civita - La ragazza del lago
- Luca Bigazzi - La giusta distanza
- Maurizio Calvesi - I Viceré
- Arnaldo Catinari - Parlami d'amore
- Alessandro Pesci - Caos calmo

Migliore musicista
- Paolo Buonvino - Caos calmo
- Lele Marchitelli - Piano, solo
- Fausto Mesolella - Lascia perdere, Johnny!
- Teho Teardo - La ragazza del lago
- Giovanni Venosta - Giorni e nuvole

Migliore canzone originale
- L'amore trasparente, di Ivano Fossati - Caos calmo
- Senza fiato, di Paolo Buonvino - Cemento armato
- Amore fermati, di (Gorni, Zapponi, Terzoli) - Lascia perdere, Johnny!
- L'arrivo a Milano, di Pino Donaggio - Milano Palermo - Il ritorno
- Tear Down These Houses, di Skin, Andrea Guerra - Parlami d'amore
- La rabbia, di Luis Bacalov - La rabbia

Migliore scenografo
- Francesco Frigeri - I Viceré
- Paola Bizzarri - Giorni e nuvole
- Giada Calabria - Caos calmo
- Alessandra Mura - La ragazza del lago
- Tonino Zera - Hotel Meina

Migliore costumista
- Milena Canonero - I Viceré
- Ortensia De Francesco - Lascia perdere, Johnny!
- Catia Dottori - Hotel Meina
- Maurizio Millenotti - Parlami d'amore
- Silvia Nebiolo, Patrizia Mazzon - Giorni e nuvole
- Alessandra Toesca - Caos calmo

Migliore truccatore
- Gino Tamagnini - I Viceré
- Martinas Cossu - Come tu mi vuoi
- Gianfranco Mecacci - Caos calmo
- Fernanda Perez - La ragazza del lago
- Esmé Sciaroni - Giorni e nuvole

Migliore acconciatore
- Maria Teresa Corridoni - I Viceré
- Aldina Governatori - Giorni e nuvole
- Giorgio Gregorini - Scusa ma ti chiamo amore
- Ferdinando Merolla - Hotel Meina
- Sharim Sabatini - Caos calmo

Migliore montatore
- Giogiò Franchini - La ragazza del lago
- Paolo Cottignola - La giusta distanza
- Carlotta Cristiani - Giorni e nuvole
- Eduardo Crespo, Giorgio Diritti - Il vento fa il suo giro
- Angelo Nicolini - Caos calmo

Migliore fonico di presa diretta
- Alessandro Zanon - La ragazza del lago
- Gaetano Carito - Caos calmo
- François Musy - Giorni e nuvole
- Bruno Pupparo - Bianco e nero
- Remo Ugolinelli - La giusta distanza

Migliori effetti speciali visivi
- Paola Trisoglio e Stefano Marinoni per Visualogie - La ragazza del lago
- Proxima - Caos calmo
- Marbea - Cemento armato
- Lee Wilson - La terza madre
- Corrado Virgilio, Vincenzo Nisco - Winx Club - Il segreto del regno perduto

Miglior documentario di lungometraggio
- Madri, regia di Barbara Cupisti
- Centravanti nato, regia di Gianclaudio Guiducci
- La minaccia, regia di Silvia Luzi, Luca Bellino
- Il passaggio della linea, regia di Pietro Marcello
- Vogliamo anche le rose, regia di Alina Marazzi

Miglior cortometraggio
- Uova, regia di Alessandro Celli
- Adil & Yusuf, regia di Claudio Noce
- Il bambino di Carla, regia di Emanuela Rossi
- Ora che Marlene, regia di Giovanna Nazarena Silvestri
- Tramondo, regia di Giacomo Agnetti, Davide Bazzali

Miglior film dell'Unione Europea
- Irina Palm - Il talento di una donna inglese (Irina Palm), regia di Sam Garbarski
- 4 mesi, 3 settimane e 2 giorni (4 luni, 3 săptămâni şi 2 zile), regia di Cristian Mungiu
- Cous cous (La Graine et le Mulet), regia di Abdellatif Kechiche
- Elizabeth: The Golden Age (Elizabeth: The Golden Age), regia di Shekhar Kapur
- Lo scafandro e la farfalla (Le scaphandre et le papillon), regia di Julian Schnabel

Miglior film straniero
- Non è un paese per vecchi (No Country for Old Men), regia di Joel ed Ethan Coen
- Across the Universe (Across the Universe), regia di Julie Taymor
- Into the Wild - Nelle terre selvagge (Into the Wild), regia di Sean Penn
- Nella valle di Elah (In the Valley of Elah), regia di Paul Haggis
- Il petroliere (There Will Be Blood), regia di Paul Thomas Anderson

Premio David Giovani
- Parlami d'amore, regia di Silvio Muccino
- La giusta distanza, regia di Carlo Mazzacurati
- Lezioni di cioccolato, regia di Claudio Cupellini
- Piano, solo, regia di Riccardo Milani
- I Viceré, regia di Roberto Faenza

David speciale
- Carlo Verdone, regista e attore
- Luigi Magni, regista
- Gabriele Muccino, autore e regista